# Renault City K-ZE
Renault City K-ZE  — електричний бюджетний компактний кросовер, що виготовляється компанією Renault з 2019 року в Китаї. В Європі автомобіль буде продаватись з 2021 року під брендом Dacia Spring.
Renault City K-ZE разом із DongFeng E1, хоч офіційно доступний лише в Китаї, продається в Україні через «сірих» дилерів.

## Опис

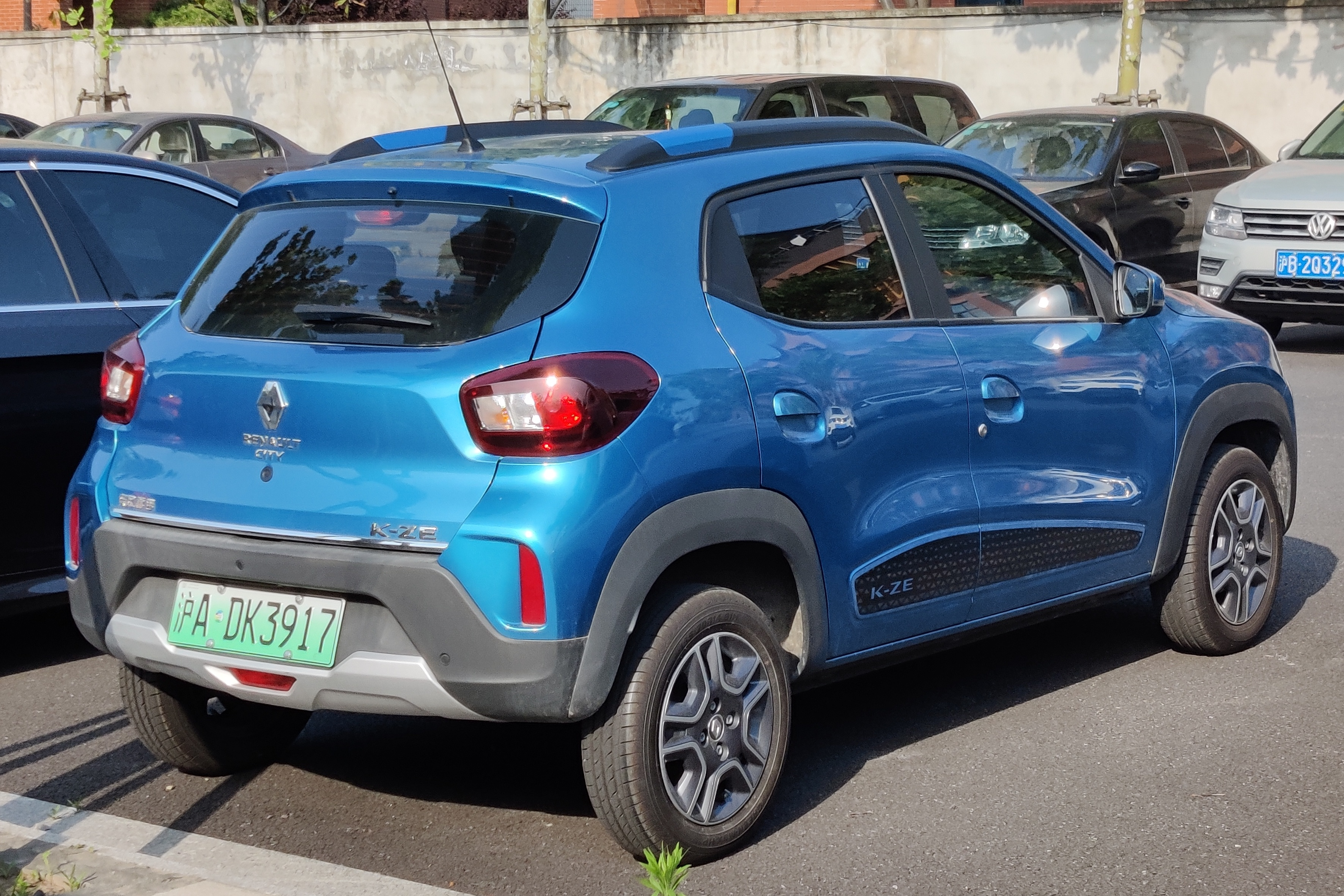

Кросовер збудовано на модульній платформі Renault CMF-A, що й Renault Kwid.
Автомобіль використовує літій-іонний акумулятор потужністю 26,8 кВт-год, а живиться від електродвигуна потужністю 44 к.с. 125 Нм. Привід передній.
У режимі швидкого заряджання постійним струмом батарея заряджається від 0% до 80% за 50 хвилин.[джерело?]
Орієнтовна дальність поїздки на одній підзарядці коливається від 160 км до 271 км.